# Mer d'Amakusa
Pour les articles homonymes, voir Amakusa (homonymie).
La mer d'Amakusa (天草灘, Amakusa-nada, littéralement « mer ouverte Amakusa »), est une mer située dans le nord-est de la mer de Chine orientale, dans l'ouest de l'océan Pacifique.
Elle est intégralement bordée par des côtes japonaises : les îles Goto et l'île Hirado au nord-ouest, la côte occidentale de Kyūshū et les îles proches dont les îles Amakusa à l'est et les îles Koshiki au sud.